# Wong Sze-ma
Wong Sze-ma (xinès tradicional: 王司馬, pinyin: Wáng Sīmǎ; Macau, 1940 - Hong Kong, 1983), conegut anteriorment com Huang Yongxing, és un conegut dibuixant de Hong Kong i un entusiasta de l'àudio. Nascut a Macau, va estudiar allà els estudis primaris, mudant-se a Guangzhou per a fer els estudis secundaris, on estudiaria belles arts després de classe. Va tornar a Macau el 1957, mentre ensenyava i continuava estudiant pintura. Als anys seixanta, baix la promoció de Jin Yong, va ser coautor de Old Master Q amb el dibuixant Wang Ze. Es va traslladar a Hong Kong el 1961 i va treballar en una empresa de publicitat cinematogràfica i va començar a dedicar-se a la creació de còmics. El 1965, treballa amb Ming Pao i més tard va ser ascendit a director d'art. Entre els seus treballs hi ha les il·lustracions de les novel·les de Jin Yong. Wong Sze-ma va morir d'un tumor maligne a Hong Kong als 43 anys, publicant-se pòstumament algunes de les seues obres.